# Els impostors
Els impostors (títol original: Matchstick Men) és una pel·lícula estatunidenca dirigida per Ridley Scott, estrenada el 2003. Ha estat doblada al català

## Argument
Roy Waller és un experimentat estafador, però que pateix de trastorn obsessiu-compulsiu. És soci de Franck Mercer, a qui li ha ensenyat l'ofici. Mentre decideix amb reticència consultar un psicòleg per cuidar-se, Roy descobreix que ha tingut una filla d'una excompanya, i decideix trobar-la. Aquesta, de 14 anys, no té llavors més que un desig: fer-se alumna seva.

## Repartiment
- Nicolas Cage: Roy Waller
- Sam Rockwell: Frank Mercer
- Alison Lohman: Angela
- Bruce Altman: Doctor Klein
- Bruce Mcgill: Chuck Frechette
- Jenny O'Hara: Sra. Schaffer
- Steve Eastin: Sr. Schaffer
- Beth Grant: la dona de la bugaderia
- Sheila Kelley: Kathy

## Crítica
- "Els impostores, una pel·lícula guanyadora"[3]
- "Una obra mestra"[4]